# Kolarstwo na Letnich Igrzyskach Olimpijskich 2016 – sprint mężczyzn
Sprint mężczyzn podczas Letnich Igrzysk Olimpijskich 2016 rozegrany został 12 - 14 sierpnia na torze Rio Olympic Velodrome.

## Terminarz
Czas w Rio de Janeiro (UTC-3:00)
| Data             | Godzina | Runda          |
| ---------------- | ------- | -------------- |
| 12 sierpnia 2016 | 16:14   | Kwalifikacje   |
| 12 sierpnia 2016 | 17:30   | Pierwsza runda |
| 15 sierpnia 2016 | 10:23   | Druga runda    |
| 15 sierpnia 2016 | 16:00   | Ćwierćfinały   |
| 15 sierpnia 2016 | 17:41   | Półfinały      |
| 14 sierpnia 2016 | 17:04   | Finał          |

## Wyniki

### Kwalifikacje
| Pozycja | Zawodnik            | Czas   | Średnia prędkość (km/h) | Uwaga |
| ------- | ------------------- | ------ | ----------------------- | ----- |
| 1.      | Jason Kenny         | 9,551  | 75,384                  | Q     |
| 2.      | Callum Skinner      | 9,703  | 74,203                  | Q     |
| 3.      | Matthew Glaetzer    | 9,704  | 74,196                  | Q     |
| 4.      | Dienis Dmitrijew    | 9,774  | 73,664                  | Q     |
| 5.      | Grégory Baugé       | 9,807  | 73,416                  | Q     |
| 6.      | Njisane Phillip     | 9,813  | 73,372                  | Q     |
| 7.      | Damian Zieliński    | 9,823  | 73,297                  | Q     |
| 8.      | Jeffrey Hoogland    | 9,837  | 73,193                  | Q     |
| 9.      | Sam Webster         | 9,880  | 72,874                  | Q     |
| 10.     | Edward Dawkins      | 9,895  | 72,764                  | Q     |
| 11.     | François Pervis     | 9,898  | 72,741                  | Q     |
| 12.     | Joachim Eilers      | 9,908  | 72,668                  | Q     |
| 13.     | Xu Chao             | 9,939  | 72,441                  | Q     |
| 14.     | Pavel Kelemen       | 9,969  | 72,223                  | Q     |
| 15.     | Rafał Sarnecki      | 9,980  | 72,144                  | Q     |
| 16.     | Fabian Puerta       | 9,981  | 72,137                  | Q     |
| 17.     | Patrick Constable   | 10,010 | 71,928                  | Q     |
| 18.     | Maximilian Levy     | 10,035 | 71,748                  | Q     |
| 19.     | Juan Peralta Gascon | 10,055 | 71,606                  |       |
| 20.     | Kang Dong-jin       | 10,092 | 71,343                  |       |
| 21.     | Theo Bos            | 10,140 | 71,005                  |       |
| 22.     | Im Chae-bin         | 10,147 | 70,956                  |       |
| 23.     | Santiago Ramírez    | 10,199 | 70,956                  |       |
| 24.     | Hersony Canelon     | 10,239 | 70,319                  |       |
| 25.     | Sei'ichirō Nakagawa | 10,241 | 70,305                  |       |
| 26.     | Nikita Szurszin     | 10,418 | 69,111                  |       |
| 27.     | Cesar Marcano       | 10,649 | 67,611                  |       |

### Pierwsza runda
| Zawodnik        | Czas    | Śr. prędkość (km/h) |
| --------------- | ------- | ------------------- |
| Jason Kenny     | 10,245  | 70,278              |
| Maximilian Levy | + 0,066 |                     |

| Zawodnik         | Czas    | Śr. prędkość (km/h) |
| ---------------- | ------- | ------------------- |
| Matthew Glaetzer | 10,299  | 69,909              |
| Fabian Puerta    | + 0,058 |                     |

| Zawodnik      | Czas    | Śr. prędkość (km/h) |
| ------------- | ------- | ------------------- |
| Grégory Baugé | 10,214  | 70,491              |
| Pavel Kelemen | + 0,050 |                     |

| Zawodnik         | Czas    | Śr. prędkość (km/h) |
| ---------------- | ------- | ------------------- |
| Joachim Eilers   | 10,428  | 69,044              |
| Damian Zieliński | + 0,041 |                     |

| Zawodnik       | Czas    | Śr. prędkość (km/h) |
| -------------- | ------- | ------------------- |
| Sam Webster    | 10,159  | 70,873              |
| Edward Dawkins | + 0,150 |                     |

| Zawodnik          | Czas    | Śr. prędkość (km/h) |
| ----------------- | ------- | ------------------- |
| Callum Skinner    | 10,254  | 70,216              |
| Patrick Constable | + 0,071 |                     |

| Zawodnik         | Czas    | Śr. prędkość (km/h) |
| ---------------- | ------- | ------------------- |
| Dienis Dmitrijew | 10,141  | 70,998              |
| Rafał Sarnecki   | + 0,036 |                     |

| Zawodnik        | Czas    | Śr. prędkość (km/h) |
| --------------- | ------- | ------------------- |
| Xu Chao         | 10,373  | 69,410              |
| Njisane Phillip | + 0,145 |                     |

| Zawodnik         | Czas    | Śr. prędkość (km/h) |
| ---------------- | ------- | ------------------- |
| Jeffrey Hoogland | 10,181  | 70,719              |
| François Pervis  | + 0,052 |                     |

#### Repasaże
| Zawodnik        | Czas    | Śr. prędkość (km/h) |
| --------------- | ------- | ------------------- |
| Maximilian Levy | 10,356  | 69,524              |
| Edward Dawkins  | + 0,024 |                     |
| Njisane Phillip | + 1,429 |                     |

| Zawodnik        | Czas    | Śr. prędkość (km/h) |
| --------------- | ------- | ------------------- |
| Fabian Puerta   | 10,272  | 70,093              |
| Rafał Sarnecki  | + 0,086 |                     |
| François Pervis | + 0,607 |                     |

| Zawodnik          | Czas    | Śr. prędkość (km/h) |
| ----------------- | ------- | ------------------- |
| Patrick Constable | 10,363  | 69,477              |
| Damian Zieliński  | + 0,028 |                     |
| Pavel Kelemen     | + 0,378 |                     |

### Druga runda
| Zawodnik      | Czas    | Śr. prędkość (km/h) |
| ------------- | ------- | ------------------- |
| Jason Kenny   | 10,369  | 69,437              |
| Fabian Puerta | + 0,109 |                     |

| Zawodnik         | Czas    | Śr. prędkość (km/h) |
| ---------------- | ------- | ------------------- |
| Matthew Glaetzer | 10,166  | 70,824              |
| Maximilian Levy  | + 0,059 |                     |

| Zawodnik         | Czas    | Śr. prędkość (km/h) |
| ---------------- | ------- | ------------------- |
| Grégory Baugé    | 10,103  | 71,265              |
| Jeffrey Hoogland | + 0,121 |                     |

| Zawodnik          | Czas    | Śr. prędkość (km/h) |
| ----------------- | ------- | ------------------- |
| Callum Skinner    | 10,359  | 69,504              |
| Patrick Constable | + 0,021 |                     |

| Zawodnik         | Czas    | Śr. prędkość (km/h) |
| ---------------- | ------- | ------------------- |
| Dienis Dmitrijew | 10,102  | 71,273              |
| Sam Webster      | + 0,142 |                     |

| Zawodnik       | Czas    | Śr. prędkość (km/h) |
| -------------- | ------- | ------------------- |
| Joachim Eilers | 10,449  | 68,906              |
| Xu Chao        | + 0,058 |                     |

#### Repasaże
| Zawodnik      | Czas    | Śr. prędkość (km/h) |
| ------------- | ------- | ------------------- |
| Xu Chao       | 10,753  | 66,958              |
| Sam Webster   | + 0,048 |                     |
| Fabian Puerta | + 0,181 |                     |

| Zawodnik          | Czas    | Śr. prędkość (km/h) |
| ----------------- | ------- | ------------------- |
| Patrick Constable | 10,456  | 68,859              |
| Maximilian Levy   | + 0,100 |                     |
| Jeffrey Hoogland  | + 0,118 |                     |

### Wyścig o miejsca 9. - 12.
| Zawodnik         | Czas    | Śr. prędkość (km/h) | Pozycja |
| ---------------- | ------- | ------------------- | ------- |
| Maximilian Levy  | 10,275  | 70,072              | 9.      |
| Fabian Puerta    | + 0,067 |                     | 10.     |
| Jeffrey Hoogland | + 0,126 |                     | 11.     |
| Sam Webster      | + 0,329 |                     | 12.     |

### Ćwierćfinały
| Zawodnik          | Czas (wyścig 1) | Czas (wyścig 2) |
| ----------------- | --------------- | --------------- |
| Jason Kenny       | 10,341          | 10,219          |
| Patrick Constable | + 0,194         | + 0,258         |

| Zawodnik         | Czas (wyścig 1) | Czas (wyścig 2) |
| ---------------- | --------------- | --------------- |
| Matthew Glaetzer | 10,456          | 10,401          |
| Joachim Eilers   | + 0,084         | + 0,049         |

| Zawodnik       | Czas (wyścig 1) | Czas (wyścig 2) |
| -------------- | --------------- | --------------- |
| Callum Skinner | 10,299          | 10,212          |
| Xu Chao        | + 0,122         | + 0,200         |

| Zawodnik         | Czas (wyścig 1) | Czas (wyścig 2) |
| ---------------- | --------------- | --------------- |
| Dienis Dmitrijew | 10,202          | 10,166          |
| Grégory Baugé    | + 0,063         | + 0,213         |

### Wyścig o miejsca 5. - 8.
| Zawodnik          | Czas    | Śr. prędkość (km/h) | Pozycja |
| ----------------- | ------- | ------------------- | ------- |
| Joachim Eilers    | 10,525  | 68,408              | 5.      |
| Xu Chao           | + 0,036 |                     | 6.      |
| Grégory Baugé     | + 0,153 |                     | 7.      |
| Patrick Constable | + 0,215 |                     | 8.      |

### Półfinały
| Zawodnik         | Czas (wyścig 1) | Czas (wyścig 2) | Czas (wyścig 3) |
| ---------------- | --------------- | --------------- | --------------- |
| Jason Kenny      | + 0,043         | 10,048          | 10,071          |
| Dienis Dmitrijew | 10,139          | + 0,032         | + 0,302         |

| Zawodnik         | Czas (wyścig 1) | Czas (wyścig 2) |
| ---------------- | --------------- | --------------- |
| Callum Skinner   | 10,119          | 10,244          |
| Matthew Glaetzer | + 0,046         | + 0,057         |

### Pojedynek o brązowy medal
| Zawodnik         | Czas (wyścig 1) | Czas (wyścig 2) | Pozycja |
| ---------------- | --------------- | --------------- | ------- |
| Matthew Glaetzer | + 0,072         | + 0,044         | 4.      |
| Dienis Dmitrijew | 10,105          | 10,190          | brąz    |

### Pojedynek o złoty medal
| Zawodnik       | Czas (wyścig 1) | Czas (wyścig 2) | Pozycja |
| -------------- | --------------- | --------------- | ------- |
| Callum Skinner | + 0,113         | + 0,086         | srebro  |
| Jason Kenny    | 10,164          | 9,916           | złoto   |